# O. J. 메이요

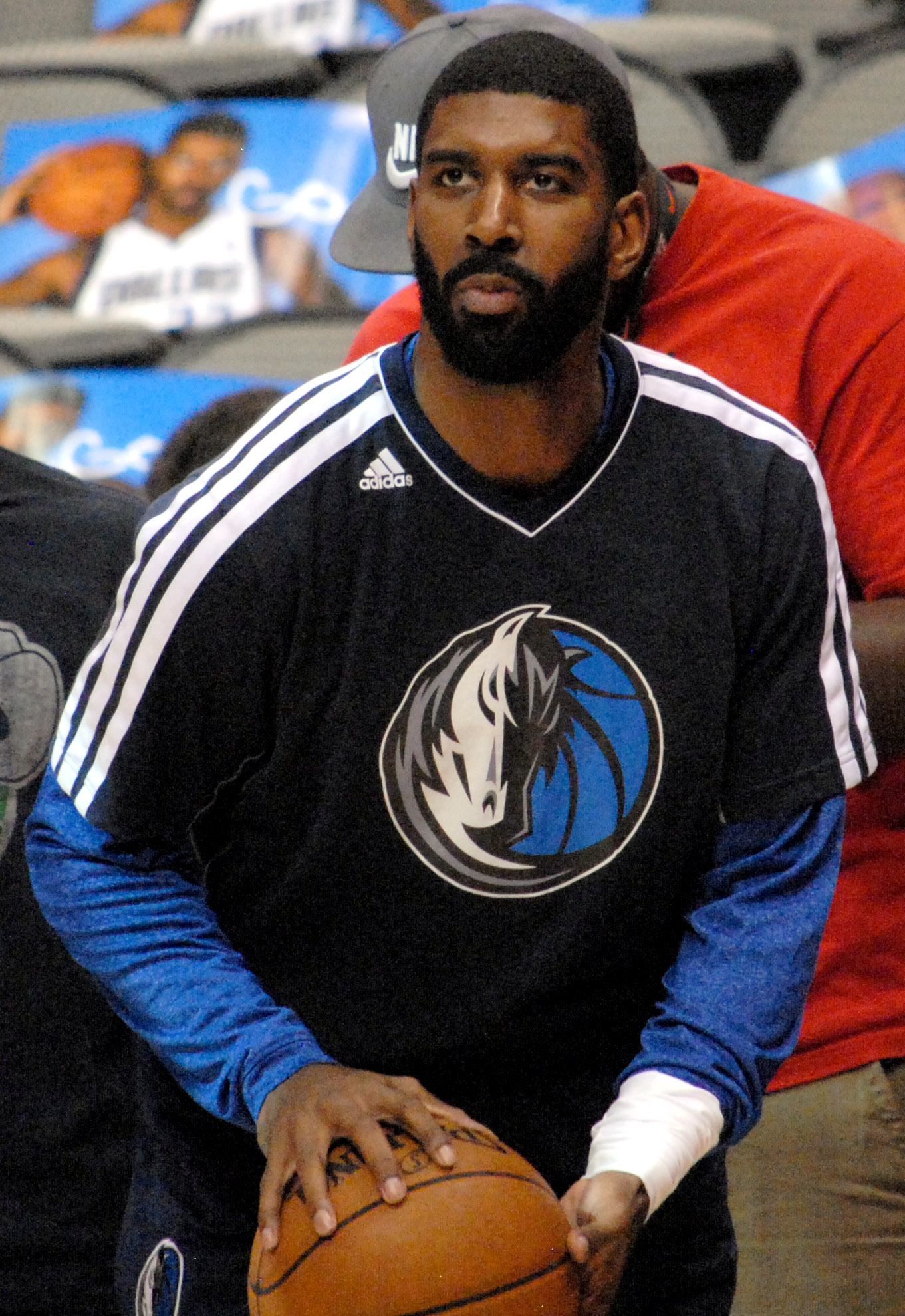
2013년 모습

O. J. 메이요(O. J. Mayo, 본명: Ovinton J'Anthony Mayo, 1987년 11월 5일 ~ )는 이집트 농구 슈퍼 리그 및 이집트 농구 연맹의 자말레크 SC에서 뛰는 미국 프로 농구 선수이다. USC 트로잔스(USC Trojans)를 위해 대학 농구의 한 시즌을 뛰었으며 1군 올-팩-10(All-Pac-10) 영예를 얻었다. 메이요는 2008년 NBA 드래프트에 참가해 전체 3순위로 미네소타 팀버울브스에 지명됐다. 그는 나중에 멤피스 그리즐리스로 트레이드되어 4시즌을 함께 뛰었다. 메이요는 2012년 댈러스 매버릭스, 2013년에는 밀워키 벅스와 계약했다.
그러나 그는 게임을 시작하기도 전에 NCAA 규칙을 위반하여 부적절한 혜택을 받았다는 사실이 밝혀지고 소급하여 부적격 선언을 받았으며 트로이 목마는 2007-08 시즌의 21 승을 모두 취소했다. 2016년 7월, 메이요는 리그의 마약 방지 프로그램을 위반했다는 이유로 NBA로부터 출전 금지를 당했다. 2년의 공백 끝에 그는 푸에르토리코의 발론세스토 슈페리어 나시오날(Baloncesto Superior Nacional, BSN)의 아틀레티코스 데 산 게르만(Atléticos de San Germán)에서 선수 생활을 재개했다.